# Polens herrlandslag i basket
Polens basketlandslag representerar Polen i basketboll. Största framgången är EM-silvret 1963.